# Inden (Nadrenia Północna-Westfalia)
Inden – miejscowość i gmina w Niemczech, w kraju związkowym Nadrenia Północna-Westfalia, w rejencji Kolonia, w powiecie Düren, nad rzeką Inde. W 2010 liczyła 6853 mieszkańców.

## Dzielnice
- Inden/Altdorf
- Driesch
- Frenz
- Lamersdorf
- Lucherberg

## Obiekty budowlane
- Elektrownia Weisweiler
- Kościół ewangelicki
- Kościół śś. Klemensa i Pankracego
- Kościół św. Korneliusza